# Lamprolonchaea scintilla
Lamprolonchaea scintilla är en tvåvingeart som beskrevs av Mcalpine 1964. Lamprolonchaea scintilla ingår i släktet Lamprolonchaea och familjen stjärtflugor. Inga underarter finns listade i Catalogue of Life.